# Saliceto (Korsika)
Saliceto (korsisch U Salgetu) ist eine Gemeinde in der Castagniccia auf der französischen Insel Korsika. Sie gehört zur Region Korsika, zum Département Haute-Corse, zum Arrondissement Corte und zum Kanton Golo-Morosaglia. Die Bewohner nennen sich die Salgitinchi.

## Geographie
Das besiedelte Gebiet befindet sich durchschnittlich auf 750 Metern über dem Meeresspiegel und besteht aus den Dörfern Saliceto und Vicinatu. Die Nachbargemeinden sind Gavignano im Norden, Croce im Nordosten und Osten, Nocario im Osten, Campana im Südosten, San-Lorenzo und Aiti im Süden, Omessa im Südwesten, Prato-di-Giovellina im Westen und Piedigriggio im Nordwesten.

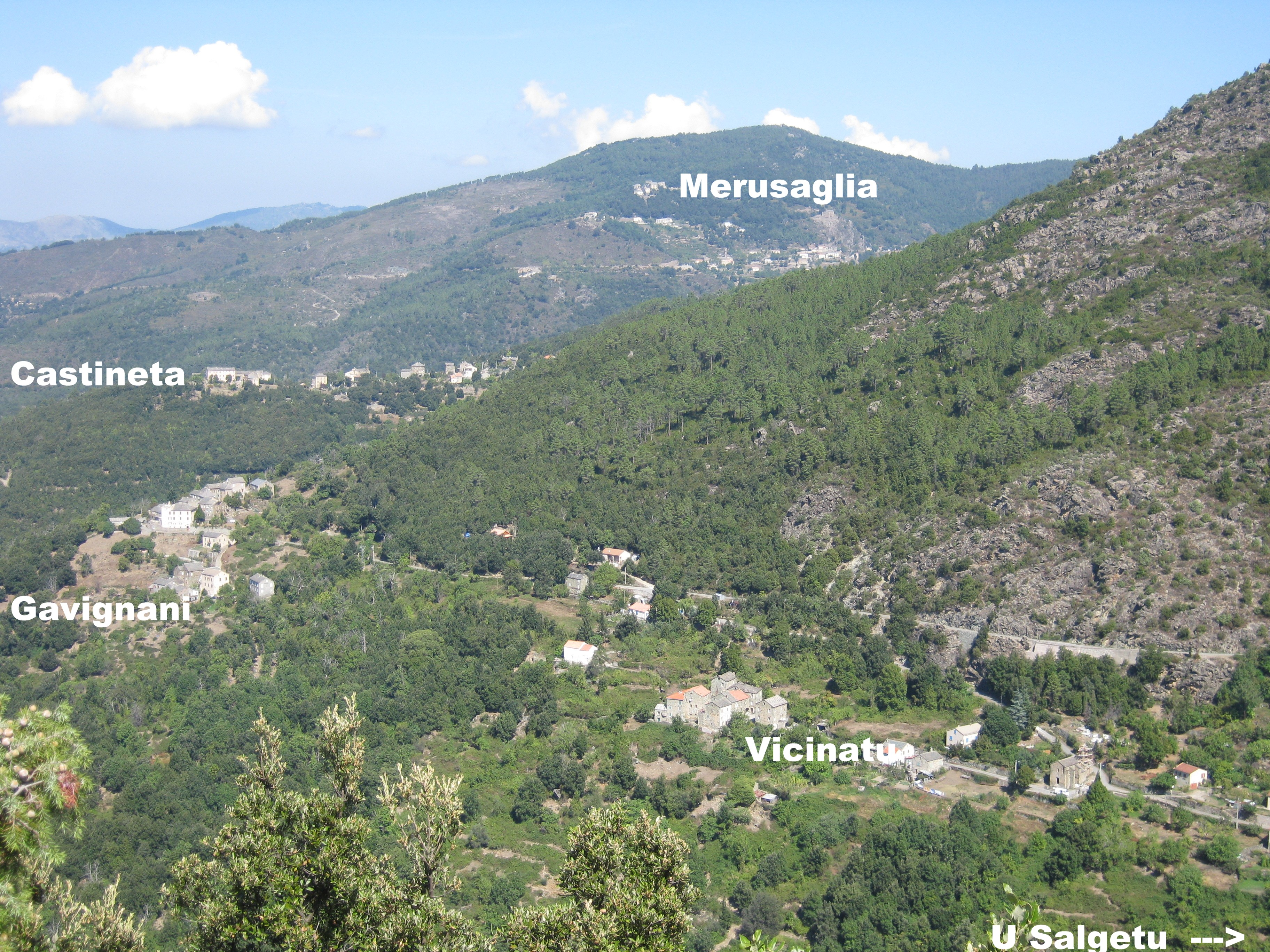
Vicinatu

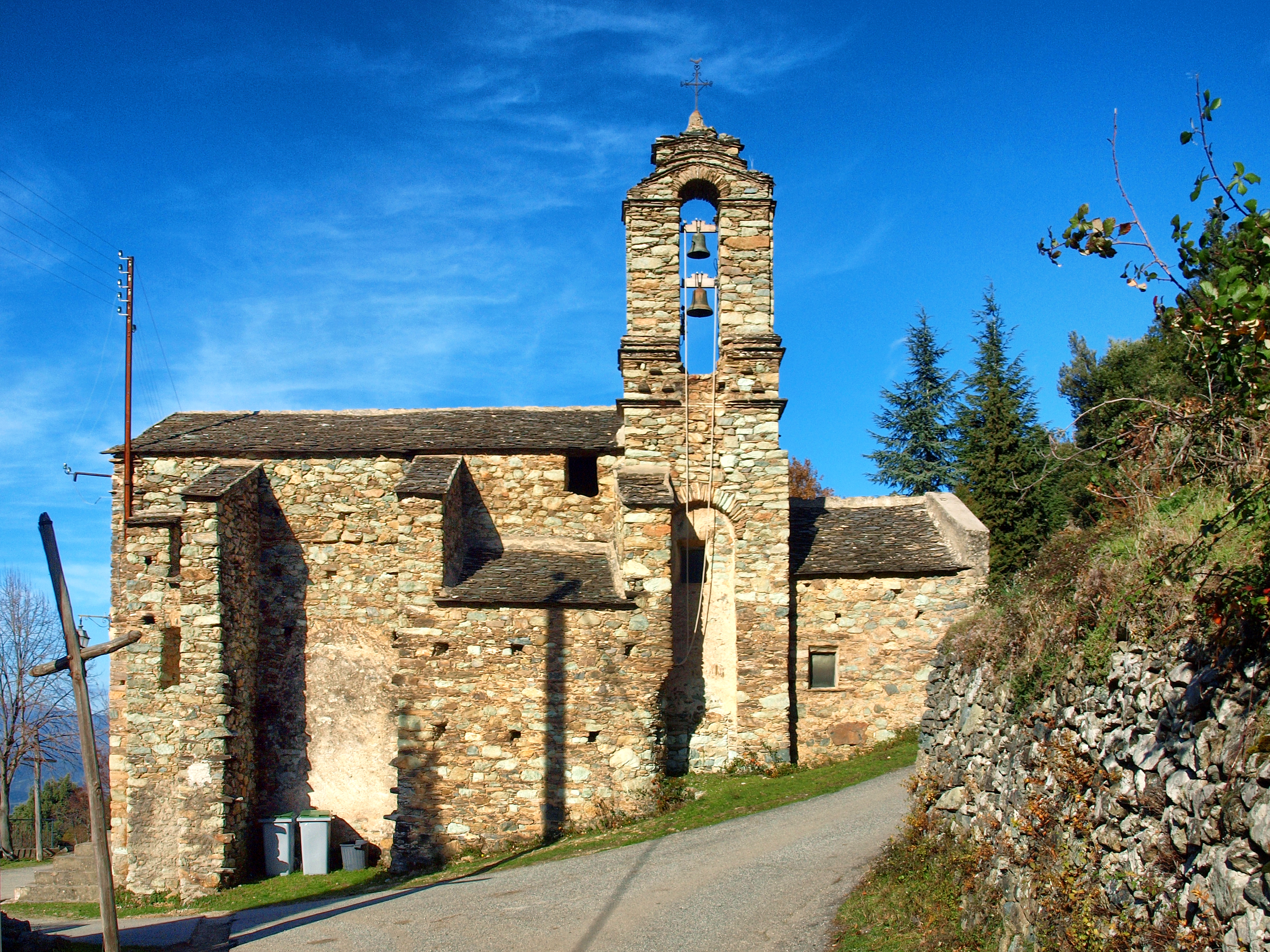
Der Kirchenbau San Cesaru in Vicinatu

## Bevölkerungsentwicklung
| Jahr      | 1962 | 1968 | 1975 | 1982 | 1990 | 1999 | 2008 | 2012 |
| --------- | ---- | ---- | ---- | ---- | ---- | ---- | ---- | ---- |
| Einwohner | 98   | 85   | 71   | 69   | 52   | 47   | 67   | 61   |

## Persönlichkeiten
- Antoine Christophe Saliceti (1757–1809), Politiker und Diplomat der Revolution und des Ersten Kaiserreiches